# سوختگی شیمیایی
سوختگی شیمیایی (به انگلیسی: Chemical burn) زمانی به وجود می‌آید که بافت زندهٔ بدن در تماس با مادۀ خورنده از قبیل یک اسید یا باز قوی قرار می‌گیرد. سوختگی‌های شیمیایی نیز از رده‌بندی استاندارد سوختگی‌ها پیروی می‌کند و می‌تواند به شدت به بافت‌های بدن آسیب بزند. معمول‌ترین عوامل به وجود آورندهٔ این نوع سوختگی، مواد تحریک‌کننده یا خورنده از قبیل اسیدها، بازها، اکسیدکننده‌ها/ کاهندهٔ عوامل، حلال (شیمی)، و آلکیلانت‌ها هستند. همچنین، سوختگی‌های شیمیایی می‌توانند در اثر بسیاری از تسلیحات شیمیایی، مانند
تاول زاها از قبیل گاز خردل و لوئیزیت، یا اورتیکانت‌ها از قبیل فسژن اکسیم ایجاد شوند.
سوختگی‌های شیمیایی می‌توانند:
- بدون هیچگونه حرارت ایجاد شوند،
- در اثر تماس فوراً رخ دهند،
- بسیار دردناک باشند،
- درون بافت انتشار یافته و بدون آنکه علائم خود را در سطح پوست فوراً بروز دهند، ساختارهای زیرین پوست را از بین ببرند.

## نگارخانه

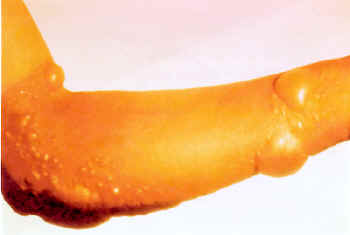
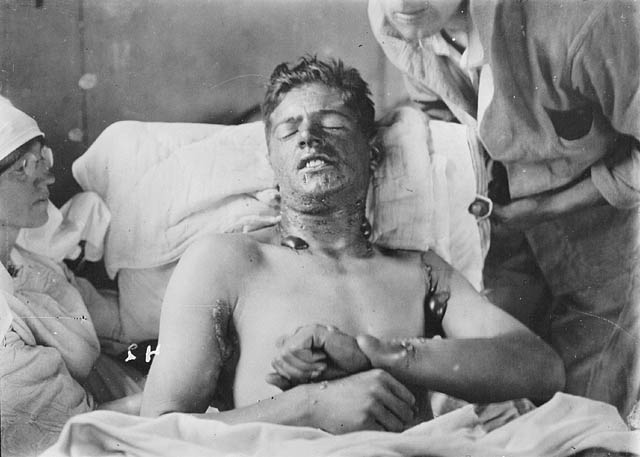
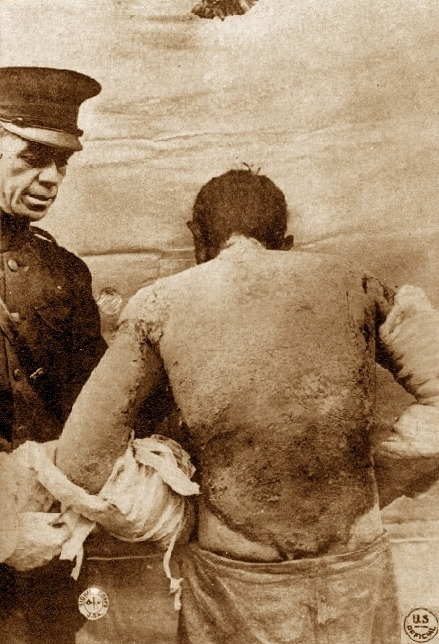
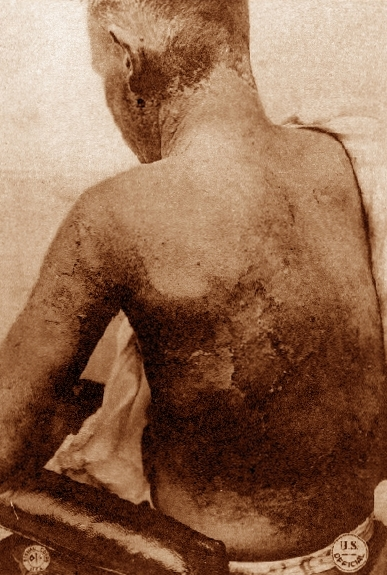
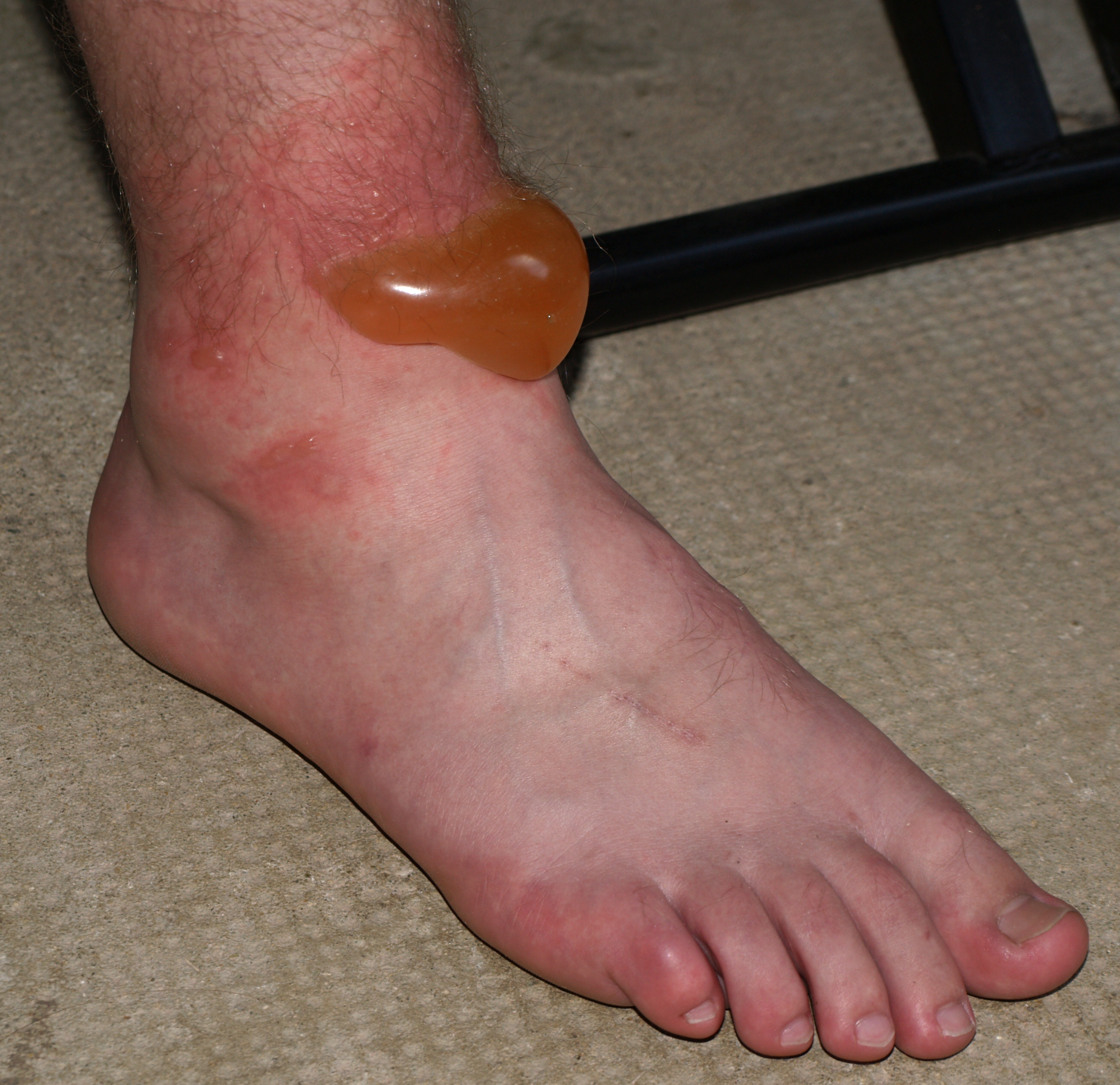
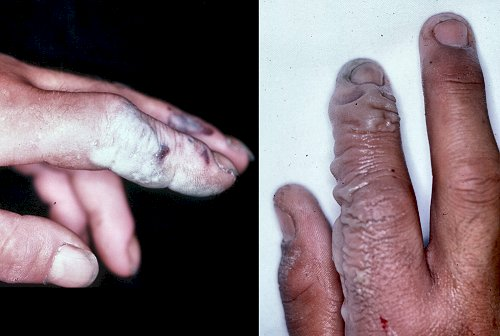
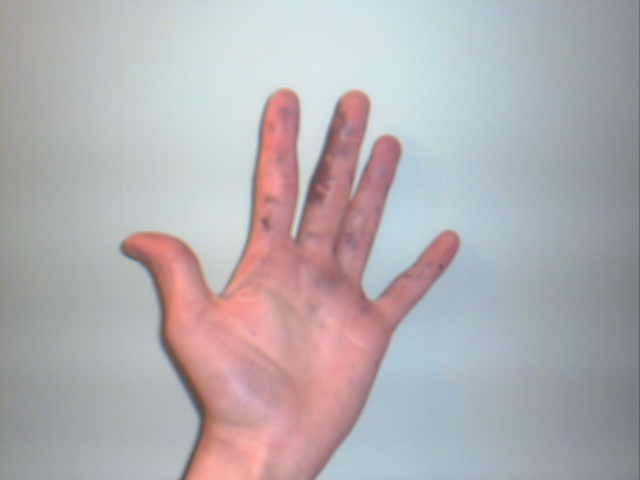